# Національний парк Пелістер
Націона́льний парк П́елістер (мак. Национален парк Пелистер) — другий за величиною національний парк Північної Македонії, його площа — 17 150 га. Розташований у гірському масиві Баба між котловиною озера Преспа та Пелагонійською котловиною. Південною межею парку є кордон між Північною Македонією і Грецією.
Національний парк проголошено 30 листопада 1948 року. Основними об'єктами охорони є ліси з переважанням балканської ендемічної сосни румелійської (мак. молика), льодовикові озера та рельєф, кам'яні осипи, рідкісні види рослин тощо.
Адміністративно територія національного парку належить до двох общин — Бітола та Ресен. На території парку розташовано єдине село Маловіште.

## Географія
Територія парку знаходиться на висоті від 900 до 2501 м над р. м. У законі про створення національного парку 1948 року відсутня мапа, а територія окреслена словами. Закон проголосив площу парку в 12 500 тисяч га, натомість оцінки за сучасним ГІС-картуванням варіюють від 10 870 до 17 500 га.

## Геологія
Пелістер має чимало геологічних форм льодовикового походження. Найбільш поширеними є морени, зокрема кам'яні річки. В альпійському поясі наявні 4 моренні амфітеатри, у двох з них розташовані моренні озера.

## Гідрологія

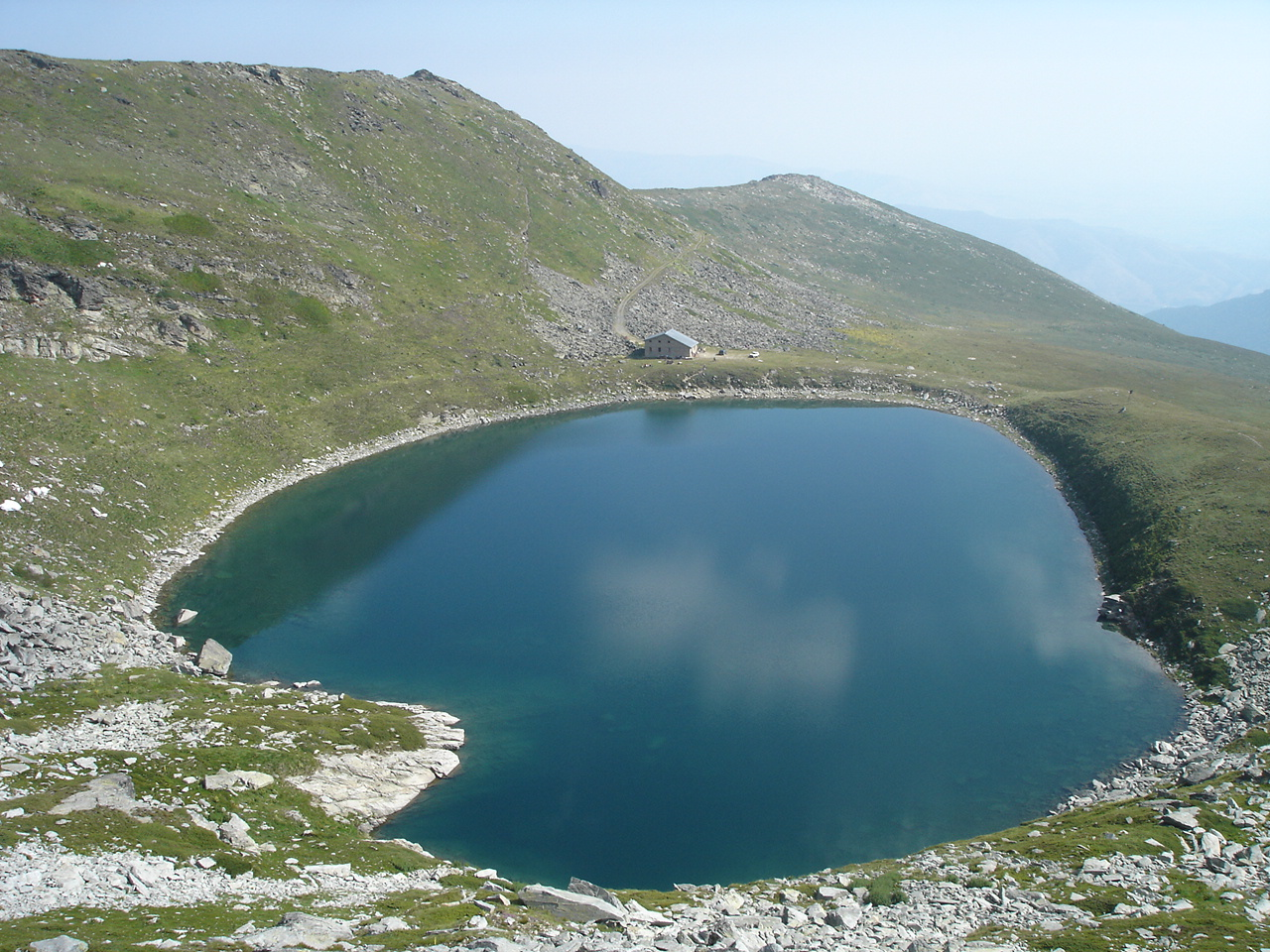
Велике озеро Пелістера

З гір Пелістера стікає принаймні 23 водних потоки. Найдовшим з них є річка Шемниця, довжиною 46 км. Річки західних схилів переважно стікають до озера Преспа, що належить до басейну Адріатичного моря, натомість північні та східні стікають на Пелагонійську долину та надалі до річок басейну Егейського моря.

### Озера
На Пелістері знаходиться 3 постійних озера, 3 пересихаючих та 2 тимчасових. Найбільші з них — Велике та Мале озера, які ще називають Пелістерськими очами.
Велике озеро витягнуте з півночі на південь, має площу 4,2 га, у довжину складає 223 м, а в ширину — 162 м. Глибина — до 14,5 м. Озеро знаходиться на висоті 2218 м над р. м.
Мале озеро є джерелом річки Црвени. У довжину складає 79 м, у ширину 68 м, максимальна глибина — 2,6 м. Знаходиться на висоті 2180 м над р. м.

## Біота

### Фауна

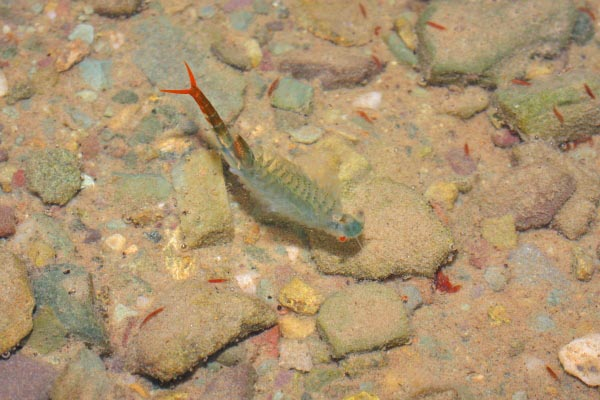
Chirocephalus diaphanus carinatus — ендемік Національного парку Пелістер

Серед безхребетних чимало прісноводних ракоподібних, зокрема в Малому озері мешкає популяція реліктового балканського підвиду зяброногого ракоподібного Chirocephalus diaphanus carinatus, тільки у Великому озері трапляється популяція підвиду ніфрагових бокоплавів Niphragus pancici peristericus, в обох озерах мешкає місцевий ендемік Arcticocamptus macedonicus. У джерелах також відомі два ендемічних види остракод Iliodromus peristericus и Eucypris diebeli.
Чимало ендеміків і серед комах. Зокрема це веснянка Nemoura peristeri, жуки Alpaeus macedonica, Cychrus attenuatus peristericus, Duvaliotes peristericus, Platyduvalius macedonicus, Trechus hajeki, метелики Hadena clara macedonica, Scythris crypta, Scythris similis. Ендемічною також є багатоніжка Brachydesmus peristerensis.
Серед хребетних відомо 10 видів амфібій, 15 видів рептилій, 91 вид птахів, 35 видів птахів. Серед риб важливим ендеміком є лосось Salmo pelagonicus, занесений до Червоного списка МСОП.
Найпоширенішими видами хребетних серед амфібій є вогняна саламандра, тритон Trituruis carnifex macedonicus, жаба прудка, жаба грецька, райка деревна. Серед рептилій поширені черепаха Германа, полоз ескулапів, мідянка звичайна. Найчастіше з птахів трапляються слуква, орябок, пугач звичайний, сова сіра, дрімлюга, жовна чорна, жовна зелена, яструб великий, беркут. Ссавці представлені такими видами: їжак південний, вивірка звичайна, ліскулька, соня лісова, вовчок сірий, заєць європейський, куниця кам'яна, борсук, лисиця, кіт лісовий, балканська рись, вовк, ведмідь бурий, кабан, олень звичайний, сарна європейська.
У високогір'ї також трапляються балканський підвид козиці звичайної Rupicapra rupicapra balcanica, а на кам'яних осипах — полівка снігова. Характерні птахи високогір'я — галка червонодзьоба, скеляр строкатий, дрізд гірський, кеклик європейський. По більш вологих берегах струмків та на пасовиськах зустрічаються ящірка прудка, гадюка звичайна, норик підземний, мідиця мала, кріт балканський, сліпак понтичний.
Низка таксонів ссавців вперше описані з місцевостей у Пелістері. Зокрема це підвиди нориці рудої Clethrionomys glareolus makedonicus та крота сліпого Talpa caeca beaucournii, а також македонські субендеміки кріт балканський і полівка Terricola felteni.

### Флора
У парку налічується близько 1050 видів судинних рослин, серед них близько 90 видів дерев.

## Культурні пам'ятки
Лише в селах, що прилягають до північної частині парку, скупчено 18 історичних церков. Також на території парку існує три монастирі: святого Петра від 1724 року, святої Богородиці 1837 року, святої Анни 1856 року. Зразки старовинної гірської архітектури збереглися в селах Маловіште та Цапарі.

## Туризм
Навколо парку знаходиться два десятки сіл, де розвивається туристична інфраструктура. Для прийому туристів у північній зоні парку (община Битола) найкраще пристосовані села Ніжеполе, Діхово, Трново, оскільки мають чимало мініготелів. Маловіште — єдине село, що повністю знаходиться на території Пелістера. Туристично-інформаційний центр національного парку знаходиться поблизу села Магарево. Пунктами початку сходження можуть бути також села Кажані, Цапарі, Ротіно.
Також у високогір'ї Пелістеру наявні 3 гірських прихистки: «Широка» на висоті 1950 м, «Димитар Ілієвський Мурато» на 2222 м, а також «Копанки» на висоті 1610 м, що згорів 2014 року та з тих пір реконструйований.
На західних схилах Пелістеру в общині Ресен доступ до гірського району здійснюється від автодороги вздовж берега озера Преспи. Найближчими до парку селами, з яких починаються маршрути, є Брайчино, Любойно, Арваті, Крані тощо.
Мешканці сусідніх сіл за дослідженнями 2006 та 2010 років схвально ставляться до розвитку парку, проте розуміють під цим переважно туристичний потенціал, а не власне природоохоронну та освітню діяльність.